# Georg Böhm (Politiker, 1923)
Georg Böhm (* 26. März 1923 in Willomitz, Tschechoslowakei) ist ein ehemaliger deutscher Politiker. Er war leitender Funktionär der Demokratischen Bauernpartei Deutschlands (DBD) und Abgeordneter der Volkskammer der DDR. 

## Leben
Böhm, Sohn eines Arztes, besuchte die Volksschule in Bensen und die Oberschule in Tetschen. Zwischen 1940 und 1942 absolvierte er eine landwirtschaftliche Lehre und war anschließend Jungbauer in Bensen. Am 28. März 1942 beantragte er die Aufnahme in die NSDAP und wurde zum 1. September desselben Jahres aufgenommen (Mitgliedsnummer 9.256.972). Im Zweiten Weltkrieg wurde er zur Wehrmacht eingezogen und geriet in sowjetische Kriegsgefangenschaft, in der er eine Antifa-Schule besuchte.
Im Jahr 1949 kehrte er nach Deutschland zurück und trat 1950 der DBD bei. Er war bis 1951 Kreisinstrukteur, Landesjugendreferent sowie Mitglied des Landesvorstandes Mecklenburg der DBD. Von 1951 bis 1954 leitete er die Parteischule der DBD in Bad Kleinen. Zwischen 1951 und 1955 absolvierte er ein Fernstudium an der Deutschen Verwaltungsakademie bzw. der Deutschen Akademie für Staats- und Rechtswissenschaft, das er als Diplomwirtschaftler abschloss.
Von 1955 bis 1960 war er Mitglied des Präsidiums und Leiter der Hauptabteilung Schulung und Aufklärung der DBD. Von 1958 bis 1963 war er Abgeordneter der Volkskammer. Ab 1962 war er in verschiedenen Funktionen der Bezirksvorstände Neubrandenburg, Magdeburg und Halle der DBD tätig: 1962 war er Sekretär des Bezirksvorstandes Neubrandenburg der DBD, dann ab 1962 stellvertretender Vorsitzender bzw. von 1963 bis 1967 Vorsitzender des Bezirksvorstandes Neubrandenburg der DBD. Anschließend wirkte er als Sekretär und ab 1970 als stellvertretender Vorsitzender des Bezirksvorstandes Magdeburg der DBD. Von 1971 bis 15. Oktober 1976 war er Vorsitzender des Bezirksvorstandes Halle der DBD. Böhm, der von 1971 bis 1976 Abgeordneter des Bezirkstags Halle war, wurde am 12. Oktober 1976 wegen Übernahme einer zentralen Funktion in der DBD als bereits aufgestellter Kandidat für die Bezirkstagswahl am 17. Oktober 1976 von der Einheitsliste zurückgezogen und durch seinen Nachfolger im Amt des DBD-Bezirksvorsitzenden, Günther Maleuda, ersetzt.
Ab 1972 war Böhm erneut Mitglied des Präsidiums des Parteivorstandes der DBD, ab 1976 Sekretär des Parteivorstandes der DBD. Ab 1982 war Böhm auch Vizepräsident des Friedensrates der DDR.
Nach der Wende wurde Böhm auf dem Sonderparteitag der DBD am 27./28. Januar 1990 in Berlin nicht mehr in den Parteivorstand gewählt. Im Januar 1990 wurde er zusammen mit Werner Fischer und Gottfried Forck vom Zentralen Runden Tisch mit der Kontrolle der Auflösung des Ministeriums für Staatssicherheit (MfS) beauftragt, bis April 1990 war er Regierungsbevollmächtigter, von Juni bis Oktober 1990 Stellvertretender Sekretär der Regierungskommission zur Auflösung des MfS. Im Oktober 1990 ging Böhm in den Ruhestand. Den Zusammenschluss mit der CDU vollzog Böhm nicht und war ab Oktober 1990 parteilos.

## Auszeichnungen in der DDR
- Medaille für ausgezeichnete Leistungen (1954 und 1956)
- Ernst-Moritz-Arndt-Medaille (1958)
- Vaterländischer Verdienstorden in Bronze, in Silber (1972) und in Gold (1983)
- Orden Banner der Arbeit Stufe I (1978)
- Ehrenspange zum Vaterländischen Verdienstorden in Gold (1988)